# Sleeping Buffalo
Sleeping Buffalo es un lugar designado por el censo ubicado en el condado de Phillips en el estado estadounidense de Montana. En el Censo de 2020 tenía una población de 12 habitantes y una densidad poblacional de 24,49 habitantes por km². Fue incluido como CDP en el censo de 2020. 

## Geografía
Sleeping Buffalo se encuentra ubicado en las coordenadas 48°28′59″N 107°31′55″O / 48.48306, -107.53194. Según la Oficina del Censo de los Estados Unidos,  tiene una superficie total de 0,49 km², de la cual 0,48 km² corresponden a tierra firme y 0,01 km² a agua.